# Tomàs Llopis i Guardiola
Tomàs Llopis i Guardiola (Beniarbeig, Marina Alta, 19 de juliol de 1954) és un escriptor, rapsode i catedràtic valencià.

## Biografia
Cursà estudis superiors de Filosofia i Lletres (especialitat de Filologia Moderna) a la Universitat de València. Ha realitzat col·laboracions periodístiques sota el pseudònim de «La fam & Les ganes de menjar», juntament amb Carles Mulet, i ha col·laborat en diverses publicacions d'orientació literària, com ara L'Aiguadolç, Serra d'Or o Canelobre. A L'Aiguadolç, junt amb els articles d'investigació i crítica literària, ha coordinat diversos dossiers, entre ells el dedicat a Enric Valor sobre el qual també ha publicat altres estudis. Ha editat i traduït, sol o en col·laboració amb Germain Droogenbroodt, poemes d'autors com Monika Cämmerer, el mateix Droogenbroodt, Bei Dao, Reiner Kunze o Satish Gupta, entre d'altres.
Ha publicat llibres de caràcter didàctic de llengua i literatura catalanes per a l'ensenyament secundari, ha estat curador de l'edició dels llibres Vides planes de Maria Ibars, Costumari valencià de Bernat Capó i Burrera comprimida de Salvador Bolufer. Té obra publicada en les antologies 9 narradors de la Marina Alta (1990), Antologia poètica de la Marina Alta (1997), Antologia literària de la Marina Alta (2001), Nous relats on line (2001), Corona poètica valenciana a Jacint Verdaguer (2003), Poetes del Sud (2004), Jocs Florals a Cavanilles (2005), Homenatge a la Marina (2006) i 10 anys de Premi Iaraní (2009.
Ha obtingut el premi Iaraní (Gandia, 1996) amb l'obra Músic pagat no fa bon so, el premi 25 d'abril de Poesia (Benissa, 1999) amb Palau de cendra i el Joan Climent (Gandia, 2002), Premi Andròmina Octubre 2017. Premi Ocell (Ondara 2009), Fill adoptiu de Pego, 2016, Premi Tomàs Miquel Perelló - Premis Tardor (Dénia, 2017, President d’honor dels Premis 25 d’Abril, Vila de Benissa 2020, Premi de Novel·la Ciutat d’Alzira 2022.
Com a rapsode recitador, participa en recitals poètico-musicals basats en textos de diversos autors en llengua catalana com Ausiàs March, Estellés, Carner, Carles Salvador, Pere Quart, Antoni Prats, etc. i d'autors estrangers molt sovint extrets de la seua activitat com a traductor. Des de fa uns quants anys col·labora, posant veu a textos poètics, en algunes actuacions del grup Daniya. Ha participat en els espectacles poètics Dolç me sembla l'amarg (Ausiàs March i V. A. Estellés), Hotel París (V. A. Estellés), Burrera comprimida (Salvador Bolufer) i Llibre de Dénia (V. A. Estellés, música Miquel Pérez Perelló), Odissea (Traducció de Joan F. Mira, Música de M. Pérez Perelló, Dibuixos de Joan Castejón), Cants d’amor i de mort sobre poemes d’Ausiàs March (Música de M. Pérez Perelló, Dibuixos de Joan Castejón) dels quals hi ha un enregistrament en CD i Hotel París de Vicent Andrés Estellés (Música de M. Pérez Perelló).
El 2012 és proclamat guanyador ex aequo junt amb Josep Lluís Carod-Rovira del Premi Andròmina de narrativa dels Premis Octubre, amb la novel·la històrica Hi ha morts que pesen cent anys en la qual Llopis recrea una nissaga de Beniarbeig (el seu poble), des de l'expulsió dels moricos fins a la Segona Germania, el 1693, amb un epíleg que allarga la història de l'últim protagonista fins al començament de la Guerra de Successió.
Des de l'octubre del 2011 fins a 2024 participa en la junta d'Acció Cultural del País Valencià on ha participat en la seua secció d'ensenyament. Actualment resideix a Pego on ha treballat molts anys a l'Institut IES Enric Valor.
L'any 2022 va guanyar el Premi de Novel·la Ciutat d'Alzira amb l'obra Cremareu aquesta carta, una novel·la històrica que "aprofundeix en la convulsa revolta de les Germanies que va tenir lloc al País Valencià i les illes Balears a inicis del segle XVI".

## Obres
Investigació i divulgació
- Llibre de la banda : 75 anys de la Unió Musical de Beniarbeig, 2001.

Narrativa
- El rei cec. Barcelona: Planeta & Oxford, 2005 [infantil]
- Lluc. València: Edicions 3i4
- Les volves d'aquella neu. Picanya. Edicions del Bullent, 2018 [juvenil]
- Hi ha morts que pesen cent anys.  València: Edicions 3i4.
- Contra les aules. València: Edicions 3i4. 2016
- Indòmit.[8] Lletra Impressa. 2022.
- Cremareu aquesta carta. València: Ed. Bromera. 2023.

Poesia
- Palau de cendra. Barcelona: Columna, 2000
- Sospirs de Babel. Palma: El Tall, 2006

Estudis literaris
- Curs de narrativa (amb Antoni Espí Cardona). Barcelona: Laertes, 1988
- Curs de poesia (amb Antoni Espí Cardona). Barcelona: Laertes, 1989

## Premis i reconeixements
- Premi de Novel·la Ciutat d'Alzira amb Cremareu aquesta carta (2022)[9]